# Kanton Turnhout
Kanton Turnhout is een kanton in de provincie Antwerpen en het arrondissement Turnhout. Het is de bestuurslaag boven die van de desbetreffende gemeenten, tevens is het een gerechtelijk niveau waarbinnen één vredegerecht georganiseerd wordt dat bevoegd is voor de deelnemende gemeenten. Beide types kanton beslaan niet noodzakelijk hetzelfde territorium.

## Gerechtelijk kanton Turnhout
In Turnhout zijn twee vredegerechten gevestigd:
1. De gemeenten Turnhout, Merksplas en Vosselaar vormen het eerste gerechtelijk kanton Turnhout.
2. De gemeenten Hoogstraten, Arendonk, Baarle-Hertog, Beerse, Lille, Oud-Turnhout, Ravels en Rijkevorsel vormen het tweede gerechtelijk kanton Turnhout; de zetel van het vredegerecht is gevestigd te Turnhout, ook al maakt Turnhout geen deel uit van het grondgebied van dit kanton. Het is de opvolger van de gerechtelijke kantons Hoogstraten en Arendonk.

Ze behoren allebei tot het gerechtelijk arrondissement Antwerpen. Beide vredegerechten zijn gevestigd op het Kasteelplein 11 te Turnhout.
De vrederechter is bevoegd bij huurgeschillen, voogdij, voorlopige bewindvoering, mede-eigendommen, appartementseigendom, burenhinder en dergelijke.
| Gebied           | Europese Unie    | België           | België           | België           | België           | Antwerpen      | Antwerpen      | Antwerpen                   | Antwerpen                   | Turnhout                        |                                 |                                 |                                 |
| Sociaal recht    | Hof van Justitie | Hof van Cassatie | Hof van Cassatie | Hof van Cassatie | Hof van Cassatie | Arbeidshof     | Arbeidshof     | Arbeidsrechtbank            | Arbeidsrechtbank            | Arbeidsrechtbank                | Arbeidsrechtbank                | Arbeidsrechtbank                |                                 |
| Handelsrecht     | Hof van Justitie | Hof van Cassatie | Hof van Cassatie | Hof van Cassatie | Hof van Cassatie | Hof van Beroep | Hof van Beroep | Rechtbank van Koophandel    | Rechtbank van Koophandel    | Vredegerecht                    | Vredegerecht                    | Vredegerecht                    |                                 |
| Burgerlijk recht | Hof van Justitie | Hof van Cassatie | Hof van Cassatie | Hof van Cassatie | Hof van Cassatie | Hof van Beroep | Hof van Beroep | Rechtbank van eerste aanleg | Rechtbank van eerste aanleg | Vredegerecht / Politierechtbank | Vredegerecht / Politierechtbank | Vredegerecht / Politierechtbank | Vredegerecht / Politierechtbank |
| Strafrecht       | Hof van Justitie | Hof van Cassatie | Hof van Cassatie | Hof van Cassatie | Hof van Cassatie | Hof van Beroep | Assisenhof     | Rechtbank van eerste aanleg | Rechtbank van eerste aanleg | Vredegerecht / Politierechtbank | Vredegerecht / Politierechtbank | Vredegerecht / Politierechtbank | Vredegerecht / Politierechtbank |

## Kieskanton Turnhout
Het kieskanton Turnhout ligt in het provinciedistrict Turnhout, het kiesarrondissement Mechelen-Turnhout en ten slotte de kieskring Antwerpen. Het beslaat de gemeenten Turnhout, Beerse, Oud-Turnhout en Vosselaar en bestaat uit 60 stembureaus.

### Structuur
| Turnhout         | Turnhout         | Supranationaal         | Nationaal                         | Nationaal           | Gemeenschap         | Gewest              | Provincie           | Arrondissement    | Provinciedistrict | Kanton          | Gemeente                                    | District         |
| ---------------- | ---------------- | ---------------------- | --------------------------------- | ------------------- | ------------------- | ------------------- | ------------------- | ----------------- | ----------------- | --------------- | ------------------------------------------- | ---------------- |
| Administratief   | Niveau           | Europese Unie          | België                            | België              | Vlaanderen          | Vlaanderen          | Antwerpen           | Turnhout          | Turnhout          | Turnhout        | Turnhout, Beerse, Oud-Turnhout en Vosselaar | -                |
| Administratief   | Bestuur          | Europese Commissie     | Belgische regering                | Belgische regering  | Vlaamse regering    | Vlaamse regering    | Deputatie           | Deputatie         | Deputatie         | Deputatie       | Gemeentebestuur                             | Districtscollege |
| Administratief   | Raad             | Europees Parlement     | Kamer van volksvertegenwoordigers | Vlaams Parlement    | Vlaams Parlement    | Vlaams Parlement    | Provincieraad       | Provincieraad     | Provincieraad     | Provincieraad   | Gemeenteraad                                | Districtsraad    |
| Kiesomschrijving | Kiesomschrijving | Nederlands Kiescollege | Kieskring Antwerpen               | Kieskring Antwerpen | Kieskring Antwerpen | Kieskring Antwerpen | Kieskring Antwerpen | Mechelen-Turnhout | Turnhout          | Turnhout        | Turnhout, Beerse, Oud-Turnhout en Vosselaar | -                |
| Verkiezing       | Verkiezing       | Europese               | Federale                          | Federale            | Vlaamse             | Vlaamse             | Provincieraads-     | Provincieraads-   | Provincieraads-   | Provincieraads- | Gemeenteraads-                              | Districtsraads-  |

### Uitslagen VerkiezingVlaams Parlement
In 1999 waren er 56.971 stemgerechtigden, in 2004 58.519 en in 2009 nam dit aantal toe tot 59.448. Hiervan brachten respectievelijk 53.203 (1999), 54.589 (2004) en 55.145 (2009) een stem uit.
| Partij of kartel | Partij of kartel                         | 1995   | 1999   | 2004     | 2009   | 2014   | 2019 |
| Partij of kartel | Partij of kartel                         | %      | %      | %        | %      | %      | %    |
| ---------------- | ---------------------------------------- | ------ | ------ | -------- | ------ | ------ | ---- |
|                  | CVP1 / CD&V-N-VA2 / CD&V3                | 30,121 | 24,041 | 31,722/3 | 26,293 | 23,013 | 13,4 |
|                  | Volksunie1 / VU&ID2 / CD&V-N-VA3 / N-VA4 | 6,781  | 12,812 | 31,722/3 | 17,374 | 36,514 | 29   |
|                  | VLD1 / VLD-Vivant2 / Open Vld3           | 14,921 | 16,841 | 15,832   | 10,123 | 7,733  | 7,7  |
|                  | SP1 / sp.a-spirit2 / sp.a3               | 18,881 | 12,591 | 16,552   | 13,973 | 10,943 | 9,6  |
|                  | Agalev1 / Groen!2 / Groen3               | 10,351 | 15,231 | 8,762    | 7,382  | 10,133 | 9,4  |
|                  | Vlaams Blok1 / Vlaams Belang2            | 13,681 | 14,441 | 25,661   | 16,942 | 7,372  | 23,5 |
|                  | PVDA-AE1 / PVDA+2 / PVDA3                | 0,501  | 0,521  | 0,572    | 1,012  | 2,692  | 5,7  |
|                  | W.O.W.                                   | 1,37   | 0,48   | -        | -      | -      | -    |
|                  | Lijst Dedecker                           | -      | -      | -        | 5,46   | -      | -    |
|                  | Piratenpartij                            | -      | -      | -        | -      | 0,65   | 0,4  |
|                  | Anderen*                                 | 4,77   | 2,06   | 0,93     | 1,45   | 0,97   | 1,4  |
| Opkomst          | Opkomst                                  | 94,71  | 93,23  | 93,28    | 92,76  | 91,39  | 91,2 |
| Blanco/ongeldig  | Blanco/ongeldig                          | 5,90   | 4,86   | 5,14     | 5,32   | 4,63   | 3,9  |

(*) 1995: WOW (1,03%), Banaan (0,9%), Hoera (0,59%), VVP (0,35%), B.E.B. (0,21%), D (0,19%), N.W.P. (0,13%) / 1999: Vivant (1,62%), PNBP (0,24%), UDDU (0,20%) / 2004: FN (0,25%), BELG.UNIE-BUB (0,23%), PvdD (0,19%), SOLIDE (0,15%), MDP (0,11%) / 2009: SLP (0,79%), LSP (0,22%), BELG.ALLIANTIE (0,16%), Vrijheid (0,28%) / 2014: R.O.S.S.E.M. (0,24%), VCP (0,07%), ROEL (0,11%), MAMA (0,25%), GENOEG (0,30%) / 2019: DierAnimal (0,7%), Genoeg vr iedereen (0,2%), PV&S (0,2%), Burgerlijst (0,1%), BE.ONE (0,1%), D-SA (0,1%)